# Mistrovství Evropy v boxu 2008
XXXVII. mistrovství Evropy v boxu proběhlo v Liverpoolu, Spojené království ve dnech 6. až 15. listopadu 2008. Organizátorem turnaje mistrovství Evropy byla poprvé v roce 2007 reorganizovaná European Boxing Confederation (EUBC).

## Česká stopa
Šéftrenér reprezentace: Miroslav Vrba
Na mistrovství Evropy startovali za Česko 4 boxeři:
- −69 kg: Martin Svoboda (* 1984) z BC Pardubice/SKP Sever Ústí nad Labem (liga)
- −75 kg: Michal Vodárek (* 1987) z BC Samson České Budějovice
- −91 kg: Lukáš Viktora (* 1984) z SKP Sever Ústí nad Labem
- +91 kg: Vladimír Průša (*) z SKP Sever Ústí nad Labem

## Výsledky
| Muži   | Zlato                     | Stříbro                  | Bronz                    | Bronz                     |
| ------ | ------------------------- | ------------------------ | ------------------------ | ------------------------- |
| –48 kg | Ovanes Danieljan (ARM)    | Kelvin de la Nieve (ESP) | István Ungvári (HUN)     | Ferhat Pehlivan (TUR)     |
| –51 kg | Georgij Čyhajev (UKR)     | Salomo N'Tuve (SWE)      | Veli Mumin (MKD)         | Alexandru Rîșcan (MDA)    |
| –54 kg | Luke Campbell (ENG)       | Detelin Dalakliev (BUL)  | Andrew Selby (WAL)       | Děnis Makarov (GER)       |
| –57 kg | Vasyl Lomačenko (UKR)     | Araik Ambarcumov (RUS)   | Bashir Hassan (SWE)      | Hicham Ziouti (FRA)       |
| –60 kg | Leonid Kostylev (RUS)     | Vazgen Safarjanc (BLR)   | Miklós Varga (HUN)       | Ross Hickey (IRL)         |
| –64 kg | Eduard Ambardzumjan (ARM) | Gyula Káté (HUN)         | John Joe Joyce (IRL)     | Marcin Łęgowski (POL)     |
| –69 kg | Magomed Nurutdinov (BLR)  | Jack Culcay (GER)        | Abdülkadir Köroğlu (TUR) | Jaoid Chiguer (FRA)       |
| –75 kg | Ivan Senaj (UKR)          | Maxim Kopťakov (RUS)     | Eamon O'Kane (IRL)       | Victor Cotiujanschi (MDA) |
| –81 kg | Oleksandr Usyk (UKR)      | Sergej Kornějev (BLR)    | René Krause (GER)        | Nikolajs Grišuņins (LAT)  |
| –91 kg | Jegor Mechoncev (RUS)     | Colak Ananikjan (ARM)    | Petrișor Gănănău (ROU)   | József Darmos (HUN)       |
| +91 kg | Kubrat Pulev (BUL)        | Děnis Sergejev (RUS)     | Memnun Hadžić (BIH)      | Roman Kapitonenko (UKR)   |

## Medailová bilance
V boxu se rozdělilo celkem 11 sad medailí.
| Pořadí | Stát                      |       | Muži    | Muži  | Muži | Celkem |
| Pořadí | Stát                      | Zlato | Stříbro | Bronz |      | Celkem |
| ------ | ------------------------- | ----- | ------- | ----- | ---- | ------ |
| 1.     | Ukrajina (UKR)            |       | 4       | 0     | 1    | 5      |
| 2.     | Rusko (RUS)               |       | 2       | 3     | 0    | 5      |
| 3.     | Arménie (ARM)             |       | 2       | 1     | 0    | 3      |
| 4.     | Bělorusko (BLR)           |       | 1       | 2     | 0    | 3      |
| 5.     | Bulharsko (BUL)           |       | 1       | 1     | 0    | 2      |
| 6.     | Anglie (ENG)              |       | 1       | 0     | 0    | 1      |
| 7.     | Maďarsko (HUN)            |       | 0       | 1     | 3    | 4      |
| 8.     | Německo (GER)             |       | 0       | 1     | 2    | 3      |
| 9.     | Švédsko (SWE)             |       | 0       | 1     | 1    | 2      |
| 10.    | Španělsko (ESP)           |       | 0       | 1     | 0    | 1      |
| 11.    | Irsko (IRL)               |       | 0       | 0     | 3    | 3      |
| 12.    | Turecko (TUR)             |       | 0       | 0     | 2    | 2      |
| 12.    | Moldavsko (MDA)           |       | 0       | 0     | 2    | 2      |
| 12.    | Francie (FRA)             |       | 0       | 0     | 2    | 2      |
| 15.    | Severní Makedonie (MKD)   |       | 0       | 0     | 1    | 1      |
| 15.    | Wales (WAL)               |       | 0       | 0     | 1    | 1      |
| 15.    | Rumunsko (ROU)            |       | 0       | 0     | 1    | 1      |
| 15.    | Bosna a Hercegovina (BIH) |       | 0       | 0     | 1    | 1      |
| 15.    | Polsko (POL)              |       | 0       | 0     | 1    | 1      |
| 15.    | Lotyšsko (LAT)            |       | 0       | 0     | 1    | 1      |
| Celkem | Celkem                    |       | 11      | 11    | 22   | 44     |